# Мишанин, Тимофей Андреевич
Тимофей Андреевич Мишанин (1890 — 28 июня 1941, близ села Ситно, Ровненская область) — советский военачальник, генерал-майор танковых войск (4.06.1940). В Великой Отечественной войне — командир 12-й танковой дивизии 8-го механизированного корпуса 26-й армии Киевского Особого военного округа. Погиб в бою.

## Обстоятельства гибели
Из воспоминаний бригадного комиссара Н. К. Попеля:

…Сосредоточение дивизий Мишанина и Герасимова в районе Ситно затянулось. Противник бросался с воздуха на их и без того измотанные части, преследовал танками, засыпал снарядами. Особенно трудно приходилось дивизии Мишанина. После ночной бомбежки в Бродах оглушенный, контуженный, едва говоривший Мишанин не в состоянии был командовать. Но он наотрез отказался ехать в госпиталь и не вылезал из танка. Полковник Нестеров суетился, кричал, отдавал приказания, потом отменял их. Сбывалась его мечта, он вступал в командование дивизией. Но, во-первых, прежний комдив не спешил уступать должность, а, во-вторых, обстановка складывалась так, что трудно было рассчитывать на лавровые венки, зато очень легко вовсе не в переносном смысле потерять голову. Короче говоря, дивизия по существу осталась без командира.
[…]
Немцы открыли исступленный огонь. Но Рябышев не давал остановиться. Наши танки смяли вражеские пушки. Мотопехота расширяла проход. В этот момент танк Мишанина загорелся. Генерал не спеша вылез из горящей машины. Ни слова не говоря, один, с пистолетом, пошел поднимать залегшую пехоту. Раздалась очередь, и Мишанин так же молча опустился на землю.
— Попель Н. К. В тяжкую пору, с. 188-190.

Из воспоминаний генерал-лейтенанта Рябышева Дмитрия Ивановича:

«Взвесив все „за“ и „против“, я принял решение вывести дивизии из окружения и занять оборону по высотам северо-восточнее Червоноармейска (ныне Радивилов) — фронтом на северо-восток. Прежде всего нужно было пополнить части боеприпасами и горючим, а затем снова перейти в наступление.
Тут же выработали план выхода из окружения. Пришли к единому мнению: прорвать кольцо на юго-западе, вдоль шоссе на Броды. Ударную группу составили танковый батальон из 12-й танковой дивизии и один мотобатальон. В голове авангарда идут по обе стороны шоссе с интервалом 100 метров двенадцать танков КВ и Т-34. Руководство по прорыву взял на себя.
29 июня в 22 часа головные танки авангарда на большой скорости атаковали фашистские позиции. Следовавшая за авангардом пехота успешно расширила фланги прорыва до четырёх километров вправо и влево от шоссе Броды — Дубно.
Во время атаки мы с генералом Мишаниным следовали за головными танками авангарда. Танк Мишанина был правее моего. И вдруг в разгар атаки я увидел, что танк загорелся… Комдив выскочил из машины и побежал в сторону от шоссе. Метрах в шестидесяти я увидел гитлеровский танк, который вел беглый огонь. Этот фашист и поджег танк Мишанина.
 — Уничтожить! — приказал я.
Развернувшись, танкисты сделали один лишь выстрел: вражеская машина как-то неуклюже перекосилась и вскоре была объята чадящим пламенем. Ведя огонь с ходу, мы мчались вперед… Когда вышли из-под обстрела, я вылез из танка и не узнал бронированного друга: башня заклинена, ствол пушки на половине своей длины пробит снарядом… На броне нашей „тридцатьчетверки“ мы насчитали 16 прямых попаданий снарядов. К счастью, ходовая часть и управление танком были исправны, так что машина могла двигаться своим ходом.

Пересев в танк КВ, я поспешил на командный пункт корпуса, находившийся на опушке леса юго-западнее Сытно. Дав необходимые распоряжения начальнику штаба, направился к центру проделанных ворот на шоссе Броды — Дубно. Вскоре мне доложили печальную весть: генерал Мишанин погиб».
Был награждён орденом Отечественной войны 1-й степени (6.05.1965, посмертно) и медалью «XX лет РККА» (22.02.1938).

## Воинские звания
- майор (1936)
- полковник (1938)
- комбриг (29.10.1939)
- генерал-майор танковых войск (4.06.1940)

## Память
- Именем Мишанина названа улица в селе Пестрецы.